# Incrociatore pesante

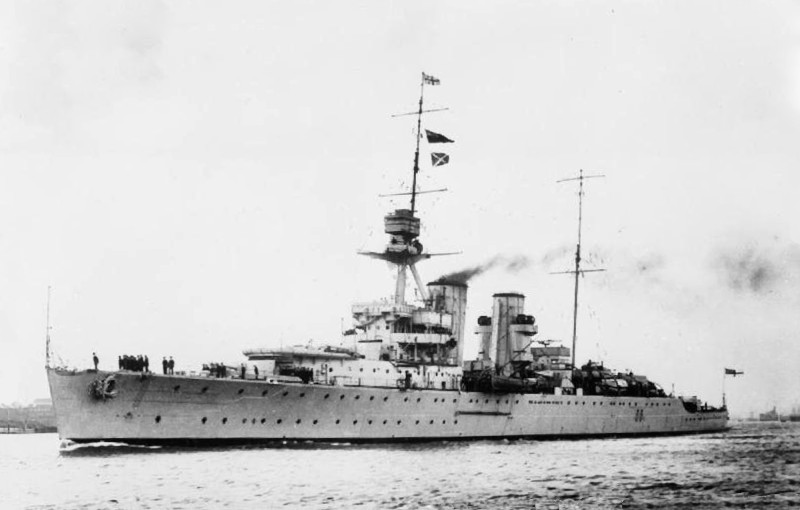
L'incrociatore Frobisher, prototipo di incrociatore pesante secondo il trattato navale di Washington

Con incrociatore pesante si indica una tipologia di incrociatore di grandi dimensioni e ben armato, più piccolo delle navi da battaglia e degli incrociatori da battaglia della sua era.

## Storia
I primi furono gli incrociatori della classe britannica Hawkins del dislocamento di 12 000 t che vennero costruiti durante la prima guerra mondiale e che per la maggior parte entrarono in servizio dopo la guerra. La precedente Town aveva un dislocamento di circa 5 000 t.
I motivi che portarono alla costruzione degli incrociatori pesanti furono molteplici. Innanzi tutto la marina britannica prima del 1905 armava due grandi tipologie di incrociatori: quello corazzato (destinato a combattere nella linea di battaglia con cannoni più leggeri — 203/210, 233 o 252mm in genere — ed una velocità leggermente superiore alle corazzate) e quello protetto/leggero destinato ad appoggiare la flotta come ricognitore (grazie ad una velocità notevolmente superiore), gestire le squadre di cacciatorpediniere e occuparsi della guerra ai traffici (sia difensiva che offensiva). Dopo il 1905 il ruolo dell'incrociatore corazzato fu preso dagli incrociatori da battaglia, mentre le rapide modifiche nella propulsione navale (turbine, passaggio dal carbone al petrolio ecc.) e nella progettazione degli scafi portarono ad un drastico aumento delle velocità. In particolare se ne avvantaggiarono gli incrociatori leggeri. Rimaneva però un grosso buco: da un lato gli incrociatori da battaglia dislocavano più di 20.000 tonnellate ed avevano un armamento uguale o superiore (talvolta anche molto superiore) al calibro minimo di una nave da battaglia (280mm) ed una velocità pari a quella di un incrociatore leggero (rinunciando in genere alla corazzatura), dall'altro gli incrociatori leggeri erano "poco" armati con cannoni tra i 102 e i 152mm, dislocavano in genere meno di 5.000 tonnellate (spesso solo 2.000) e, pur essendo notevolmente veloci per l'epoca, erano quasi completamente privi di protezione.
Nel 1912 si pensò che i tedeschi avessero in studio dei grandi incrociatori leggeri armati con cannoni da 170 mm (voce fasulla e messa in giro ad arte dai servizi tedeschi) capaci di far strage delle unità di scorta britanniche, mentre si constatò che gli incrociatori corazzati tedeschi, pur poco armati, erano ancora concorrenziali per velocità agli incrociatori leggeri britannici più lenti (soprattutto sulle medie, visto che la velocità di punta maggiore degli incrociatori leggeri non poteva essere garantita a lungo in condizioni di mare agitato ecc.). Per questo motivo la marina britannica pensò agli incrociatori classe Hawkins, sufficientemente armati per potersi confrontare con i vecchi incrociatori corazzati tedeschi (che superavano in velocità), dotati di autonomia e comfort sufficienti a agire sulle grandi rotte oceaniche, e superiori a qualunque altro incrociatore leggero nel peso di bordata (con cannoni da 190mm) pur avendo velocità pari o superiore a quella degli incrociatori leggeri (e agli incrociatori da battaglia coevi). Non erano unità pensate (come gli incrociatori corazzati e quelli da battaglia) per combattere assieme alle corazzate, anche se potevano assumere un ruolo di supporto in battaglia, ma erano essenzialmente concepiti per la guerra di protezione dei traffici e la distruzione degli incrociatori leggeri nemici. Fino agli anni '20 nessuna marina seguì questo modello di sviluppo, anzi nel corso della prima guerra mondiale furono varate numerose classi di incrociatori leggeri molto piccoli (esploratori nella terminologia della regia marina) capaci di agire nelle scorte e nell'esplorazione, riempiendo però le varie marine di unità (poi passate in riserva o radiate negli anni '30) molto vulnerabili ad un incrociatore pesante con cannoni di elevato calibro e buona velocità.
Il Trattato navale di Washington del 1921 che cercava di limitare la corsa agli armamenti navali ponendo dei vincoli alla costruzione delle navi da guerra definendo le navi capitali, come navi con dislocamento superiore a 10 000 t (ma inferiore alle 35.000 limite massimo) o armamento maggiore di cannoni da 8" (203 mm) ed inferiore ai 406 mm (limite massimo), ed imponendo dei limiti massimi al tonnellaggio (sia globale, sia di singola nave) che ogni marina firmataria dell'accordo poteva possedere. In conseguenza di questi limiti le maggiori potenze navali iniziarono a costruire grandi incrociatori, per aumentare la loro potenza navale. Questi incrociatori tesero ad essere del maggiore dislocamento possibile ed erano generalmente armati con otto o dieci cannoni da 8". Nel 1930 il Trattato navale di Washington venne esteso dal Trattato navale di Londra che divise gli incrociatori in incrociatori pesanti con cannoni di dimensioni maggiori 6,1" (155 mm) e incrociatori leggeri con cannoni di calibro inferiore. Il limite al dislocamento di 10 000 t e di cannoni da 8" (203 mm) continua ad applicarsi ad entrambi i tipi.
La marina britannica in effetti era molto interessata a disporre di numerosi incrociatori leggeri/medi per difendere il suo enorme impero, e quindi era molto preoccupata per le unità pesanti messe in campo da marine (come quella italiana e quella giapponese), meno interessate alla quantità e superiori ai suoi incrociatori leggeri.
Negli anni trenta diverse marine iniziarono a violare segretamente il limite al dislocamento. La Marina imperiale giapponese che progettava di ritirarsi dal trattato costruì la classe Mogami con un dislocamento di oltre 12 000 t. Questi incrociatori vennero progettati in modo che le loro cinque torrette triple di cannoni da 6,1" avrebbero potuto essere rimpiazzate con altrettante torrette binate da 8", come avvenne poco prima della seconda guerra mondiale. A metà degli anni trenta, Regno Unito, Francia e Italia cessarono di costruire incrociatori pesanti. Una loro debolezza era che solitamente erano troppo deboli in corazzatura (anche se gli ultimi incrociatori pesanti, ed in particolare i classe Algerie francesi, erano molto meglio protetti dei primi, anche verso siluri e mine). Per poter rimanere entro i limiti del dislocamento pur montando i cannoni più pesanti, avevano di solito una corazzatura insufficiente contro le armi della loro classe. L'armamento basato su cannoni da 8" (203 mm) era considerato globalmente inferiore a quello basato su cannoni da 6" (152 mm). Questi ultimi avevano una cadenza di fuoco superiore ed a parità di peso se ne potevano montare di più. I proiettili più pesanti dei cannoni da 8" avevano un vantaggio limitato poiché le navi che potevano sopportare un colpo da 6" erano ben protette anche contro i proiettili da 8" (anche se erano possibili cannoni da 203 mm con prestazioni superiori, allo studio ma raramente realizzati per il loro costo elevato). Questo portò alla costruzione degli incrociatori leggeri da 10 000 t, armati con cannoni da 6" in numero variabile da otto a quindici che erano altrimenti identici agli incrociatori pesanti.
Incrociatori armati con cannoni pesanti vennero comunque ancora costruiti. I tedeschi costruirono gli incrociatori pesanti classe Hipper da 14 000 t — i tedeschi non erano vincolati al Trattato di Washington — il loro armamento avrebbe dovuto essere limitato dal Trattato di Versailles. La classe statunitense Baltimore di dislocamento superiore alle 14 000 t venne costruito durante la seconda guerra mondiale dopo la fine del trattato. Più tardi, sempre durante la guerra, gli Stati Uniti svilupparono un sistema di caricamento semiautomatico per i loro cannoni da 8" che aumentò grandemente la loro cadenza di tiro. L'ultimo incrociatore pesante venne costruito durante la guerra. I più grossi furono quelli della classe Alaska: grandi incrociatori che vengono spesso chiamati, anche se in realtà sono degli incrociatori da battaglia a causa delle loro dimensioni ed armamento che si avvicinavano a quello di una piccola nave da battaglia (in particolare i loro cannoni da 305mm, molto potenti e superiori a quelli da 340 e 356mm dell'inizio Novecento). La classe Baltimore consistette di diciassette navi, incluse sei delle classi derivate Oregon City e Des Moines. Inoltre due portaerei leggere appartenenti alla classe Saipan (classe CVL-48) vennero costruite da uno scafo derivato dalla Baltimore. Solo due Alaska invece furono ultimati sui 4 impostati.
Gli incrociatori pesanti caddero in disuso dopo la seconda guerra mondiale, come gran parte delle grandi unità eccetto le portaerei. Alcuni restarono in servizio fino agli settanta, in alcuni casi dopo essere stati convertiti in incrociatori lanciamissili. Nella marina degli Stati Uniti il termine entrò nell'uso ufficiale nel 1930 con il simbolo di classificazione di scafo CA, che precedentemente indicava gli incrociatori corazzati. Con lo sviluppo dei missili guidati negli anni cinquanta il sistema di designazione cambiò per indicare gli incrociatori secondo il loro armamento principale. Gli incrociatori armati principalmente con cannoni furono definiti gun cruiser (simbolo di classificazione di scafo CA), mentre quelli armati principalmente con missili guidati furono designati guided missile cruiser (simbolo di classificazione di scafo CG). Molte altre nazioni costruirono o possedettero incrociatori pesanti nel periodo 1920-1945, il Regno Unito, Giappone, Francia, Italia (classi Trento e Zara), Germania, URSS, Spagna e Australia. Essi ebbero un ruolo simile a quello degli incrociatori corazzati di 40 anni prima. Il solo incrociatore pesante ancora esistente è la USS Salem (una nave museo) che si trova a Quincy (Massachusetts), Massachusetts negli Stati Uniti. Molti incrociatori sia pesanti che leggeri vennero utilizzati durante la seconda guerra mondiale, nella battaglia aeronavale del mar dei Coralli sia da parte dell'Impero giapponese sia da parte di USA e Australia.